# Remember That Night
«Remember That Night» (укр. «Спогади цієї ночі») — сольний концерт у двох частинах знаменитого соло-гітариста британського гурту Pink Floyd — Девіда Гілмора, на підтримку третього сольного альбому «On an Island». Також концерт було присвячен пам'яті одного з засновників гурту Pink Floyd — Сіду Барретту (1946—2006), який помер за два місяці до виходу концерту. Концерт відбувався 29, 30 і 31 травня 2006 року у лондонському Альберт-холлі. Концерт був випущен на DVD і у Blu-Ray форматах. Версія на DVD вийшла 17 вересня 2007 року у Великій Британії, Європі та Австралії, а 18 вересня 2007 року в США і Канаді. Версія на Blu-Ray була випущена 20 листопада 2007 року. DVD мало субтитри голландською, англійською, французькою, німецькою, італійською, польською, португальською та іспанською мовами.

## Список композицій

### Диск 1
The main concert at the Royal Albert Hall. These are the songs:
1. «Speak to Me»
2. «Breathe»
3. «Time»
4. «Breathe (Reprise)»
5. «Castellorizon»
6. «On an Island» (з Девідом Кросбі і Грехемом Нешем)
7. «The Blue» (з Девідом Кросбі і Грехемом Нешем)
8. «Red Sky at Night»
9. «This Heaven»
10. «Then I Close My Eyes» (з Робертом Уайеттом)
11. «Smile»
12. «Take a Breath»
13. «A Pocketful of Stones»
14. «Where We Start»
15. «Shine On You Crazy Diamond» (з Девідом Кросбі і Грехемом Нешем)
16. «Fat Old Sun»
17. «Coming Back to Life»
18. «High Hopes»
19. «Echoes»
20. «Wish You Were Here»
21. «Find the Cost of Freedom» (з Девідом Кросбі і Грехемом Нешем)
22. «Arnold Layne» (з Девідом Боуї)
23. «Comfortably Numb» (з Девідом Боуї)

### Диск 2
- Бонусні треки виконані на концерті у Альберт-Холлі:
  - «Wot's… Uh the Deal?]]»
  - «Dominoes»
  - «Wearing the Inside Out»
  - «Arnold Layne»
  - «Comfortably Numb»
- Інші бонусні треки:
  - «Dark Globe» (відео) (Сід Баретт)
    - «Echoes» (виступ на Abbey Road).

  - «Astronomy Domine» (виступ на Abbey Road)
  - «On an Island» (відео)
  - «Smile» (відео)
  - «This Heaven» (сесійна версія)
  - «Island Jam» (січень 2007)
- Кадри з концерту «Mermaid Theatre» (березень 2006):
  - «Castellorizon»
  - «On an Island»
  - «The Blue»
  - «Take a Breath»
  - «High Hopes»
- Документарії:
  - One filmed between shows in Los Angeles with some shots by Richard Wright, known as the West Coast Documentary
  - Breaking Bread, Drinking Wine, a tour documentary by Gavin Elder
  - The making of On an Island
- Photo Gallery
- Credits

## Джерело
- David Gilmour's official website [Архівовано 25 липня 2014 у Wayback Machine.]
- David Gilmour's official blog
- Remember That Night DVD Premiere Photos
- Remember That Night на сайті IMDb (англ.)